# Cavia
|  | Per a altres significats, vegeu «Cavia (Castella i Lleó)». |

Cavia és un gènere de la subfamília dels cavins que conté els rosegadors coneguts amb el nom vulgar de «conills porquins». L'espècie més coneguda del gènere és el conill porquí domèstic, C. porcellus, que és un animal de carn important a Sud-amèrica i un animal domèstic comú al món occidental.

## Controvèrsia taxonòmica
El gènere Cavia és classificat a l'ordre dels rosegadors, tot i que en el passat hi hagué un corrent minoritari a la comunitat científica que deia que les anàlisis d'ADN mitocondrial i proteïnes suggerien que els histricògnats possiblement pertanyien a un llinatge evolutiu diferent i, per tant, a un ordre diferent. Si fos així, aquests grups serien un exemple d'evolució convergent. Altres científics criticaren aquesta hipòtesi. Aquesta controvèrsia ja ha estat enterrada, car actualment es disposa de moltes proves genètiques moleculars que donen suport a la classificació de Cavia dins l'ordre dels rosegadors. Aquestes proves indiquen la seqüenciació preliminar del genoma de C. porcellus i diversos altres rosegadors.